# 龍護寺 (石川県志賀町)
龍護寺（りゅうごじ）は、石川県羽咋郡志賀町酒見門前にある曹洞宗の寺院。山号は金谷山。能登三十三観音霊場第25番札所。

## 概要
応永元年（1394年）に開かれた。この地に棲む龍に仏戒を授けて収めたという伝説があり、竜宮に通ずる霊場といわれている。
本堂の木造薬師如来坐像は像高約120cmで、平安時代にヒノキの一本彫りで作られたものである。
境内を囲む山を巡るように西国三十三観音霊場にあたる石仏33体があったが、檀信徒らの高齢化で道の整備などが負担となったため、2022年（令和4年）に山の境界位置を示す祠のみを残して第二共同墓地に新たに建てられた「浄聖（じょうしょう）堂」に集約して安置された。

## 文化財
- 木造薬師如来坐像（石川県指定有形文化財）